# Smílavichy
Smílavichy (bielorruso: Смі́лавічы) o Smílovichi (ruso: Сми́ловичи) es un asentamiento de tipo urbano de Bielorrusia, perteneciente al raión de Cherven de la provincia de Minsk.
En 2023, el asentamiento tenía una población de 6325 habitantes. Es sede de un consejo rural que, además del propio asentamiento, incluye 18 pedanías con una población de unos tres mil quinientos habitantes.
Se ubica a medio camino entre la capital nacional Minsk y la capital distrital Cherven sobre la carretera M4.

## Historia
En el siglo XV, el área de la actual localidad pertenecía al vólost de Bakshtan, una finca rústica del Gran Ducado de Lituania perteneciente en su origen a la familia noble Kęsgaila. Se conoce la existencia del pueblo en documentos desde 1582. Desde el siglo XVI fue un lugar de asentamiento para tártaros de Lipka. En la primera mitad del siglo XVII se desarrolló el pueblo con una fábrica de papel, pero el asentamiento fue destruido por las tropas rusas en la guerra ruso-polaca (1654-1667). En 1710 se permitió a los judíos locales abrir una casa de oración y en 1747 se estableció un monasterio católico de la Congregación de la Misión.
En la partición de 1793 pasó a formar parte del Imperio ruso, que lo incluyó en el uyezd de Ihumen de la gobernación de Minsk. A lo largo del siglo XIX fue un pueblo multicultural en el que la mitad de los habitantes eran judíos, un tercio cristianos y la sexta parte tártaros de Lipka; los cristianos eran tanto católicos como ortodoxos, pues uno de los dos templos católicos fue confiscado por el Patriarcado de Moscú en 1867 en respuesta al Levantamiento de Enero. En las dos últimas décadas del siglo XIX creció notablemente como núcleo comercial y pasó a ser un shtetl de la Zona de Asentamiento, con los judíos formando tres cuartas partes de la población. Uno de sus habitantes judíos más conocidos fue el pintor francés Chaim Soutine.
En 1918 se integró en la República Popular Bielorrusa, y en las dos décadas posteriores fue brevemente capital distrital en la RSS de Bielorrusia. Durante la Segunda Guerra Mundial desapareció la población judía, pues los invasores alemanes crearon un gueto aquí; una parte de los judíos locales fueron asesinados y el resto emigraron principalmente a Israel y Estados Unidos. En la posguerra, las autoridades soviéticas reconstruyeron el pueblo como un núcleo industrial, repoblado con una mayoría de bielorrusos, acompañados por la minoría de tártaros que vivía aquí desde el siglo XVI y una nueva minoría de baskires que llegaron para trabajar en la industria del fieltro. El pueblo fue declarado asentamiento de tipo urbano en 1963.